# Réjean Poirier
Réjean Périer (Saint-Alphonse-Rodriguez, bij Joliette, Québec, 22 april 1950), is een Canadees organist, klavecimbelspeler en componist.

## Levensloop
Poirier studeerde eerst bij zijn broer Lucien (piano en orgel, 1960-65), vervolgens bij Antoine Bouchard aan de Universiteit van Laval (orgel, 1965-66). Hij studeerde verder in het Conservatorium van Montréal (1967-71) bij Bernard Lagacé (orgel) en Kenneth Gilbert (klavecimbel). Hij behaalde een Eerste prijs orgel en een studiecertificaat klavecimbel in 1971. Hij behaalde ook de eerste prijs in het orgelconcours John-Robb in 1970. 
Hij studeerde verder in Toulouse bij Xavier Darasse (1971-73) en won prijzen in verschillende internationale orgelwedstrijden. In het internationaal orgelconcours van Brugge in 1973, in het kader van het Festival Musica Antiqua won hij de Eerste prijs.
Terug in Montréal (1973), werd hij muziekdocent aan de Universiteit van Montréal, waar hij vicedecaan voor de hogere studies en het onderzoek werd in 1986 en decaan van de Muziekfaculteit was van 1998 tot 2006. Hij heeft eveneens gedoceerd aan de Universiteit van Laval, aan de Universiteit Concordia en aan het Kunstencentrum van Orford. 
Hij heeft onderzoek verricht naar het componeren met gebruik van grafische symbolen in de plaats van de traditionele annotatie.
Hij heeft deelgenomen aan de stichting van Pro Organo (1970), van de Orgelconcerten in Montréal (1974) en van de Studio voor Oude Muziek in Montréal (1974) waarvan hij 15 jaar co-directeur was met Christopher Jackson. 
Périer heeft een imposant aantal recitals en concerten gegeven, zowel op orgel als op klavecimbel, in Canada, de Verenigde Staten en Europa.te à l'orgue et au clavecin. Hij speelde vaak met diverse ensembles, zoals Studio de musique ancienne van Montréal, Les Violons du Roy, l’Ensemble Da Sonar, l'Orchestre Symphonique de Montréal, l’Orchestre symphonique de Laval en l’orchestre baroque Tafelmusik de Toronto.

## Componist
Als componist schreef hij onder meer:
- Hallucinations I pour trompette, orgue et percussions (première in Toulouse in januari 1973),
- Trope pour deux percussions et piano, commande du Cons. de Toulouse pour sa classe de musique de chambre (1973),
- Arcane pour orgue (première in  Montréal in mei 1977).

## Discografie
Talrijke opnamen, waaronder:
- Les Années folles du clavecin : Duphly, Balbastre; 1980; Damzell DLM-811.
- Clavecins à tempéraments : Picchi, Bull, Byrd, Bach et autres; (1991); UMMUS UMM-302 (CD).
- Le Livre d'orgue de Montréal : 1987; SNE 541-C (cass) et Ariane ARI-140 (CD).